# Іспенд ібн Юсуф
Іспенд (Ісфандіяр) ібн Юсуф (*д/н — 1445) — бей Кара-Коюнлу в Арабському Іраку в 1420—1445 роках.

## Життєпис
Походив з роду Кара-Коюнлу. Син бея Кара Юсуфа. У 1420 році після смерті останнього розпочав боротьбу проти своїх братів Кара Іскандера і Абу Саїда. На бік Іспенда стало впливове плем'я саадлу. Зазнавши поразки Абу Саїд втік до Шахрух мірзи, фактичного правителя Держави Тимуридів. Сам Іспенд не зміг закріпитися в Азербайджані та Тебризі. Тому за домовленістю з Кара Іскандером отримав в керування Ірак. Втім й тут він не був повновладним, оскільки довелося поділити владу з іншим братом — Шах Мехмедом.
У 1421 році рушив на допомогу Кара іскандеру, проти якого виступив Шахрух Мірза. Незважаючи на поразки військ Кара Коюнлу тимуридському правителю не вдалося закріпитися на півночі Персії, тому він повернувся до герату. скориставшись розгардіяшем Іспенд зайняв столицю Тебриз, оголосивши себе єдиним беєм. Проти нього виступив Кара Іскандер, який завдав поразки Іспенд.
Тому відступив до Іраку, де почав боротьбу проти посилившихся Джалаїридів, що захопили південну частину Месопотамії. Водночас Іспенд боровся проти брата Шах Мехмеда. Зрештою у 1431—1432 роках він здолав Шах Мехмеда і Джалаїридів, поширивши свою владу на весь Ірак та значну частину Хузестану. Іспенд зберігав мир зі своїми братами Кара Іскандером і Джаханшахом, що у 1436 році розпочали боротьбу за владу.
У 1445 році перед смертю Іспенд призначив свого небожа Алвенда, син Кара Іскандера, оскільки його єдиний син Фулад був досить молодим. Після смерті Іспенда того ж року частина знаті виступила за передачі влади Фуладу. В цю боротьбу втрутився Джаханшах, що у 1446 році захопив Багдаді й весь Ірак.